# Attila Repka
Attila Repka (* 10. ledna 1968 Miskolc, Maďarsko) je maďarský zápasník, bývalý reprezentant, později trenér řecko-římského zápasu.
Třikrát startoval na olympijských hrách. V roce 1992 na hrách v Barceloně vybojoval v kategorii do 68 kg zlatou medaili. V roce 1990 vybojoval bronzovou a v roce 1995 stříbrnou medaili na mistrovství světa. V roce 1988, 1989, 1994 a 1996 vybojoval zlatou, v roce 1992 stříbrnou a v roce 1991 bronzovou medaili na mistrovství Evropy. Od roku 2006 zastává pozici trenéra maďarské reprezentace v zápase řecko-římském. Od devadesátých let 20. století se také angažuje v politice.